# 清河道署
清河道署是清雍正年间设置的清河道衙署，位于中华人民共和国河北省保定市莲池区兴华西路，占地面积约4千平方米，由大堂、二堂、三堂、幕府院、内院、花厅等院落、建筑组成。清河道署在结束其衙署功能后，先后作为军阀公馆、供销合作社、门诊部、档案馆、干部寓所、仓库、民居使用。现清河道署为全国重点文物保护单位，建筑群现被辟为保定水利博物馆。

## 相关历史

### 清河道的成立到结束
清雍正三年（1725年），直隶地区发生影响超过七十州、县的水灾，近京地区道路、桥梁被淹，京城八仓出现积水。雍正帝派怡亲王胤祥、大学士朱轼“查勘直隶水利”，并设立营田水利府。雍正四年（1726年），营田水利府将大名道改为清河道，全称“分巡道直隶清河道”，并移驻保定府。清河道主管官吏为道员，正四品，主管苑家口以西的水淀、湖泊和大清河、滹沱河等畿南各河流的疏引、灌溉等事务。因这些水系有“七十二清河”之称，清河道故得名。后经吏部议准，辖保定府、正定府二府，主管北京通州、霸州以及易州直隶州、冀州直隶州、赵州直隶州、深州直隶州、定州直隶州的河流事务。清河道署自雍正四年（1726年）建立到宣统三年（1911年）结束衙署功能，共有179任、115位道员主持治水。
清河道署为清河道员等清河道官吏的衙署。清河道初建时，衙署位于“府治东”，即直隶总督署东侧，现保定天主教堂所在地。道光年间（至晚于道光十二年，1832年），清河道署一度迁入莲池书院。道光十二年（1832年）开始，清苑知县马锡书于“（清苑）县治西”新建清河道衙署署。至晚于道光二十年（1840年），清河道署迁入新址，即今址。光绪二年（1882年）开始，朝鲜王朝的宗室成员兴宣大院君及其眷属被清朝政府软禁在清河道署三年。清灭亡后，清河道署结束衙署功能。

### 衙署建筑利用与保护

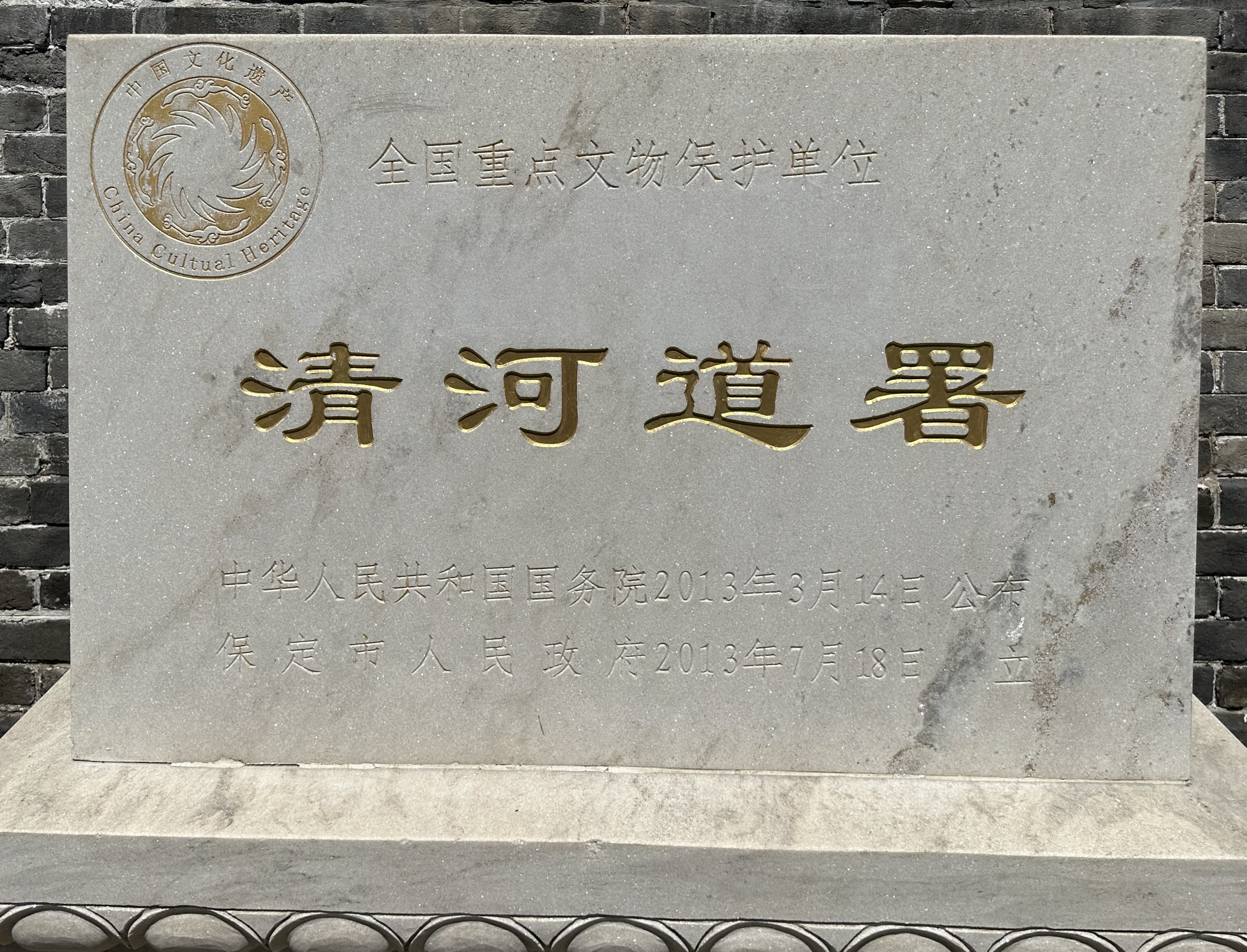
清河道署是全国重点文物保护单位

中华民国大陆时期初期，王占元将清河道署作为公馆。王占元聘请天津的设计师，参考淮军公所部分院落的形式，将清河道署改造为民居风格。此时修建有仪门等建筑。中国抗日战争期间，清河道署修建有倒座前门及东门。中国抗日战争结束后，国民革命军陆军暂编第二十八军将其军部设置于清河道署。
中华人民共和国成立后，清河道署先后被多家单位使用。1949年，新成立的河北省供销合作总社一度将办公场所设置在清河道署。幕府院及前院为中国人民解放军河北省军区门诊部所用。1958年，河北省省会从保定市迁离，河北省军区门诊部随之迁离,清河道署幕府院等院落开始成为干部寓所：1958年到1965年间，河北省军区后勤部部长贺林松、河北省军区邢台军分区司令员张光迪居住于幕府院内。1965年到1975年间，河北省军区保定军分区司令员李德才的家人居住于此。省会迁离后，中国共产党河北省委员会档案馆筹备处与河北省人民委员会档案馆筹备处依然留在保定，并迁址至清河道署。当时，中轴线及西路轴线的院落为档案馆使用，直至1966年档案馆迁离。此后清河道署还经历了作为仓库、民居的时期。
1984年6月，清河道署被列为保定市文物保护单位。1993年7月，河北省人民政府公布河北省第三批文物保护单位，清河道署为“近现代文物史迹”之一。2013年3月5日，清河道署由中华人民共和国国务院公布为第七批全国重点文物保护单位。虽然被列为文物保护单位，但直到2015年清河道署才得意保护修缮。即使在2014年，清河道署依然存在屋瓦残缺不全，西侧存蓝色围挡，门窗残缺等损坏，院内存违建房，整体建筑破旧、落寞。
2015年起，保定市水利局修缮清河道署，历时四年。2020年开始，依托清河道署建筑群建设保定水利博物馆。2021年底，保定水利博物馆对外开放，保定水利博物馆展厅面积1500平方米，分为古代水利展区、近现代水利展区、现代水利展区、室外互动区、青少年节水教育展区、清河道署展区等展区。收藏超过一万件实物、史料、照片等水利相关藏品，展出包括辘轳、桔槔等传统提水机具；木夯、石夯等工具；水文测量器具、设备部件；有关河北水利的文献资料等不同类型展品500余件。保定水利博物馆是河北省首座水利主题专题博物馆。

## 布局形制

清河道署平面布局示意图

清河道署的建筑群整体坐北朝南，南北75米，东西62米，占地面积约4000平方米。建筑群由数处院落及一座花厅组成，各院落建筑以东、中、西三路轴线对称分布，其中主要建筑大门、仪门、大堂、二堂、三堂依次布置在中轴线之上，幕府院、花厅及内宅则布置于东、西路轴线上。清河道署的功能遵循“前衙后邸”的规制，大堂及二堂为办公场所，三堂为清河道员和眷属的居所。位于西路轴线的内宅二进院落与三堂院落平齐。幕僚办公、居住的幕府院则于东侧与大堂的院落平齐。花厅及其后的内院为河道官员休憩、与家属和下属聚会之所。
清河道署大门左右两侧存月亮屏门，将三路院落连接。清河道署的院落以一正房（北房）和两厢房组成的三合院为主，廊庑将正房与厢房连接。位于中轴线上的大堂、二堂、三堂正房面阔五间，进深一间出廊；东、西厢房面阔三间，进深一间出廊。院落两侧有方便进出的角门，可绕行至各院。幕府院及内院则面阔三间，进深一间出廊。除花厅外，清河道署的建筑结构为抬梁硬山顶，砖砌山墙，磨砖对缝，具有中国北方传统建筑特点。而花厅存在徽派建筑特点，面阔三间，进深一间，周围存外廊，前出三间抱厦。花厅抱厦为卷棚顶，与主体建筑的歇山顶勾连相搭。抱厦的梁向后加长，直接搭在金柱上。清河道署的仪门为单檐悬山卷棚顶垂花门。
清河道署建筑存有多处砖雕、木雕、彩绘作为装饰。二堂、三堂的屋脊有着中国南方传统建筑的特征，正脊为轱辘线，垂脊为透风脊，中有砖雕作为装饰，屋脊两端脊饰为花草盘子和蝎子尾。各院门窗的雕饰图案各有不同，大堂建筑的主题为“方圆相配”，二堂以“圆”为主题，三堂以“方”为主题。窗棂有蝙蝠、竹、松、葫芦等窗雕；花牙子有茎草、夔龙等图案；门上雕有花草、动物、草虫等图案；廊步山墙存有彩绘，以莲花、芦苇等水生植物、鱼类等水生动物为主。东路轴线上前院存有影壁，影壁四角为琴棋书画图案雕饰，中间为牡丹图案雕饰，下部有三组龙纹砖雕图案。仪门前檐垂柱之间有透雕花罩，花罩内容为两株白花、绿叶、红枝的树，其枝蔓交缠，上落黄身绿翅鸟。花罩外框有祥云环绕的暗八仙图案。